# الانتقام (فلم)
الانتقام (بالإنجليزية: The Salvation) هو فيلم دراما وأكشن دنماركي عن الغرب الأمريكي للمخرج كريستيان ليفرينغ وللكاتب أندرس توماس جينسين تم إنتاجه في الدنمارك وجنوب أفريقيا وصدر في سنة 2014. من بطولة مادس ميكلسن وإيفا جرين وإيريك كانتونا وميكائيل بيرسبراندت ومايكل ريموند جيمس.

## القصة
تدور أحداث الفيلم في القرن التاسع عشر، حيث يعمل أحد الجنود السابقين «جون» من الجيش الدنماركي في أميركا بعد حرب شلسفيغ الثانية وكان يعمل برفقة أخوه «بيتر» في المنطقة الواقعة بين نهر الميسيسيبي وجبال روكي. وقرر جون أن يأتي بزوجته وابنه البالغ 10 سنوات إلى الولايات المتحدة للاستقرار، وبعدما تقابلا في محطة القطار أقلها في إحدى العربات للعودة للبلدة التي يقطن فيها هو وأخوه. وبسوء حظ كان برفقتهم في العربة شقيق أحد أخطر المجرمين والمتنفذين في بلدته والخارج من السجن لتوه، قام بالتحرش بزوجته مما أغضب جون، فقام المجرم «بول» بتهديده بالسلاح ثم رميه من العربة. بعدها قام المجرم بقتل الطفل واغتصاب الأم وقتلها، ثم عاد جون وقام بقتل المجرم ومن معه وعاد بجثة زوجته وابنه إلى بلدته وقام بدفنهما.
دون علم جون أن «بول» هو شقيق «هنري ديلارو» زعيم العصابة سيئة السمعة، جاء هنري للبلدة وقام بقتل 3 أشخاص انتقاماً لأخوه مع استمرار عمليات البحث عن القاتل الحقيقي. أخيراً يستطيع عمدة البلدة ورجل الأمن فيها اعتقال جون وأخيه وتسليم جون لهنري ديلارو، ثم قام هنري بتعليق ديلارو حياً على عامود أمام بنكه الذي يقوم بجمع الأموال فيه لشراء أراضي القرية جميعها وتحويلها إلى بئر نفط، وقام بالاستيلاء على زوجة أخيه «بول» ومارس الجنس معها. شقيق جون هرب من سجن البلدة وذهب لإنقاذ شقيقه حيثُ نجح بذلك لكن ذلك كلفه حياته. عاد جون لقوته وبدأ محاولته للانتقام لأخيه. أخيراً قام جون بالهجوم على منطقة البنك وإحراق عدة أماكن بمساعدة حفيد إحدى المقتولات من هنري، بعد قتل جون للعديد من عصابة هنري قام بمساعدة زوجة «بول» بقتل هنري وإنهاء معاناة البلدة من هذه العصابة.

## وصلات خارجية
- الانتقام على موقع IMDb (الإنجليزية)
- الانتقام على موقع ميتاكريتيك (الإنجليزية)
- الانتقام على موقع روتن توميتوز (الإنجليزية)
- الانتقام على موقع نتفليكس (الإنجليزية)
- الانتقام على موقع قاعدة بيانات الأفلام العربية
- الانتقام على موقع ألو سيني (الفرنسية)
- الانتقام على موقع Turner Classic Movies (الإنجليزية)
- الانتقام على موقع أول موفي (الإنجليزية)
- الانتقام على موقع بوكس أوفيس موجو (الإنجليزية)
- الانتقام على موقع فيلمافينيتي (الإسبانية)